# Прапор Качі
Пра́пор Ка́чі затверджений 27 вересня 2004 р. рішенням Качинської селищної ради.

## Опис прапора
Прямокутне полотнище із співвідношенням сторін 2:3, у крижі якого жовтий лавровий вінок, перев'язаний червоною стрічкою, на який покладені два білих крила і пропелер. Уздовж нижнього краю йдуть три білі вузькі хвилясті смужки.